# Abraham Robinson
Pour les articles homonymes, voir Robinson.
Abraham Robinson (6 octobre 1918 en Allemagne - 11 avril 1974 aux États-Unis) est un mathématicien, logicien et un ingénieur en aérodynamique célèbre pour sa création de l’analyse non standard (1961), une théorie mathématique du calcul infinitésimal, qui rend rigoureux l'usage des infiniment petits et des infiniment grands introduit par Leibniz (vers 1690) et largement utilisé par Euler. La formalisation la plus usuelle du calcul infinitésimal, celle mise au point par les analystes du XIXe siècle, évacue ces deux notions.
Il reçoit la Médaille Brouwer en 1973.